# 查尔斯·斯旺三世心灵一瞥
《變腦漫遊中》（英語：A Glimpse Inside the Mind of Charles Swan III）是罗曼·科波拉執導、編劇和監製的2012年美國喜劇片。影片由查理·辛、凱瑟琳·溫妮柯、比爾·莫瑞、傑森·薛茲曼和帕特里夏·阿奎特主演。
影片在羅馬影展舉行首映，並於2013年2月8日在美國進行有限上映，也是獨立發行商A24的首部作品。上映以來差評如潮。

## 劇情
1970年代，名利雙收的平面設計師和大情聖查尔斯·斯旺三世（Charles Swan III）被女友伊万娜（Ivana）甩後生活陷入混亂。他不知道是愛她還是恨她，是想復合還是不想再見到她。與好朋友柯比（Kirby）和主管索爾（Saul）一起，查爾斯開始飽受噩夢的折磨，對過去的戀情如痴如夢，並試圖從分手不久中恢復過來且重振自己生活時跌入谷底。

## 外部連結
- 互联网电影数据库（IMDb）上《查尔斯·斯旺三世心灵一瞥》的资料（英文）